# 水谷竹秀
水谷 竹秀（みずたに たけひで、1975年3月18日 - ）は、日本のノンフィクションライター。　　　　　　　

## 人物・略歴
1975年（昭和50年）三重県桑名市生まれ。上智大学外国語学部英語学科卒。カメラマンやフィリピンでの新聞記者を経てノンフィクションライターに。2011年（平成23年）に『日本を捨てた男たち フィリピンに生きる「困窮邦人」』（集英社）で開高健ノンフィクション賞を受賞した。海外年金生活者をテーマにした『脱出老人 フィリピン移住に最後の人生を賭ける日本人たち』（小学館）は、崔洋一監督が監修のもと、フジテレビ系のドキュメンタリー番組「ザ・ノンフィクション」で放送された。
10年超のフィリピン滞在歴をもとに、「アジアと日本人」について、また事件を含めた世相に関しても幅広く取材している。2022年３月下旬から５月半ばまではウクライナに滞在し、戦地を取材した。
近年は国際ロマンス詐欺犯を追いかけて西アフリカのナイジェリアに足を運んだり、米大リーグ、エンゼルスの大谷翔平選手の取材でアメリカへ飛んだり（元通訳の水原一平氏の自宅を訪問し「誰かいるのは間違いなさそう」なので「試しに呼び鈴を鳴らす」等）と活動範囲を広げている。

## 著書
- 『日本を捨てた男たち フィリピンに生きる「困窮邦人」』集英社, 2011　文庫、2013
- 『脱出老人 フィリピン移住に最後の人生を賭ける日本人たち』小学館, 2015　文庫、2019
- 『だから、居場所が欲しかった。 バンコク、コールセンターで働く日本人』集英社, 2017　文庫、2019
- 『ルポ　国際ロマンス詐欺』小学館新書、2023